# Geir

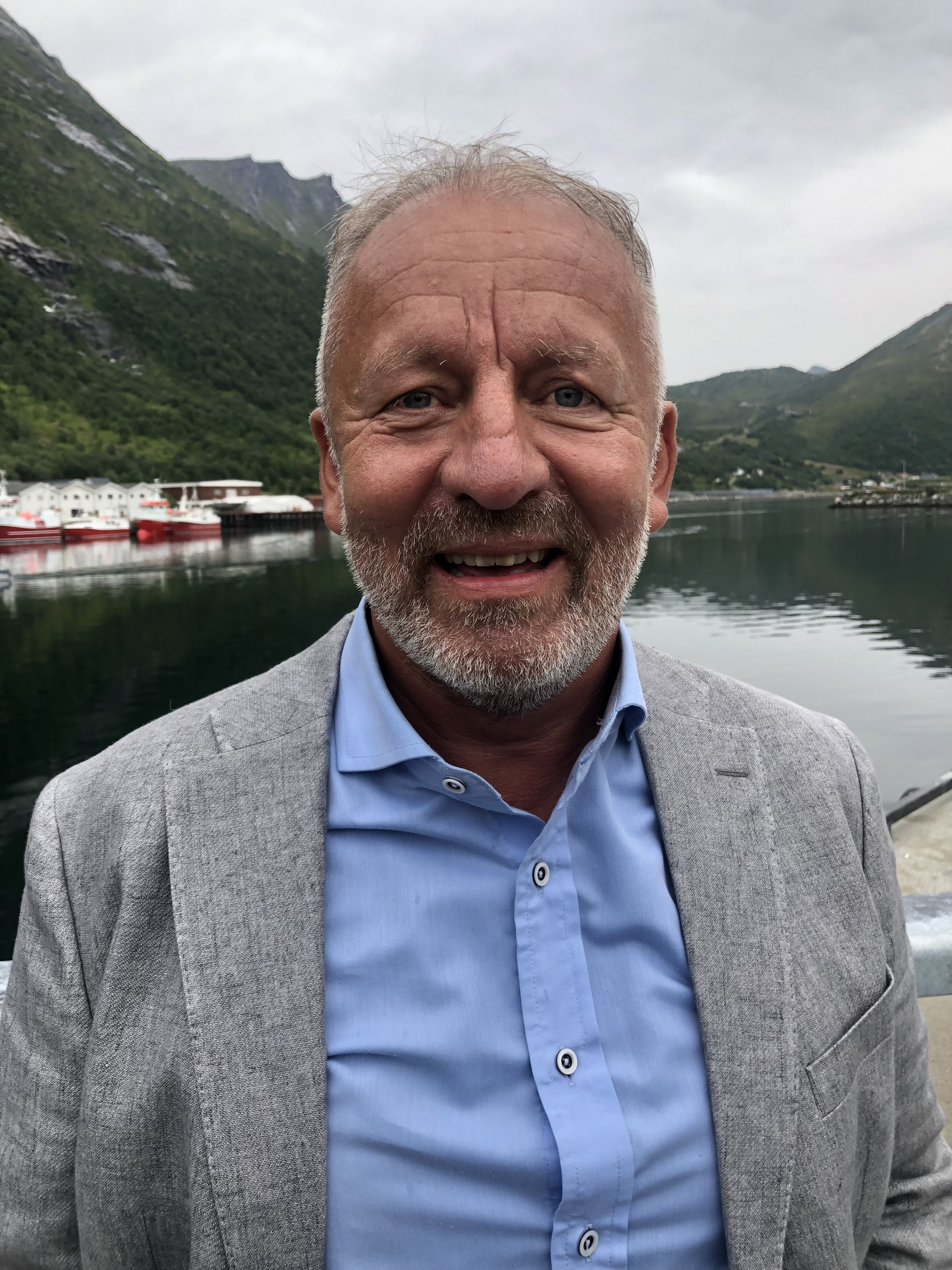
Geir-Inge Sivertsen, 2022.

Geir är ett germanskt mansnamn med forntida rötter som ursprungligen betydde spjut eller kanske snarare ”spjutman”. Det är särskilt vanligt i Norge med över 20 000 personer med Geir som tilltalsnamn.

## Etymologi
Geir är från början en fornsvensk variant av fornnordiska: geirr som enkelt betyder ”spjut”, härrörande en indoeuropeisk rot som avser ”pådrivande” (besläktat med klassisk grekiska: χαῖος, khaîos, ”vallstav”). Ordet överlever i svenskan som avledningen gere/gera som betyder ”spets, kil, kilformigt stycke, trekant” etc (av spjutspetsens form), tidigare även ”ljuster”, samt gir/ger (vinkel, krok; vrå, skreva), gering/giring (45-gradig eller spetsigare vinkel inom snickeri) samt gotländskans gajrer (kil i en särk). Sammansättningen gejrsudd (”spjutspets”) finns även senare återlånad från isländskan.
Bland ortnamn finns Gerum på Gotland, avseende någon spetsig terrängformation, samt Görväln, en fjärd av Mälaren, troligen tidigare avseende en kilformig vik som sträckt sig åt sydöst in och förbi gården Görväln.

## Varianter
- Geir
- Geirr[9]
- Gejr[10]
- Geijr – ovanlig, omnämnd en gång med betydelsen spjut,[1] annars dubblett av nederländska Geijr[11] (variant av Gier, av en region i Flandern)[12]

## Personer per land
| Land    | Geir   | Geirr | Gejr | Geijr |
| ------- | ------ | ----- | ---- | ----- |
| Danmark | 77     | 3     | 6    |       |
| Norge   | 22 042 | 84    |      |       |
| Sverige | 310    | 2     |      |       |

| Land    | Geir | Geirr | Gejr | Geijr |
| ------- | ---- | ----- | ---- | ----- |
| Danmark |      |       | 5    |       |

## Kända personer

### Geir
- Geir Hallgrímsson (1925–1990), isländsk politiker
- Geir Hilmar Haarde, isländsk politiker
- Geir Jenssen, norsk musiker
- Geir Lippestad, norsk jurist
- Geir Moen, norsk friidrottare
- Geir Rönning, norsk musiker
- Geir T. Zoëga, isländsk filolog

### Geirr
- Geirr Lystrup, norsk musiker
- Geirr Tveitt (1908–1981), norsk kompositör

## Sammansättningar
- Asgeir
- Esgeir
- Geirsson
- Geirsdotter
- Styrgeir
- Styrgeirr